# 德布雷塞特
德布雷塞特（羅馬化：Debre Zeyit 或 Debre Zeit，1995年前名為 Bishoftu）是埃塞俄比亞奧羅米亞州東施瓦地區的度假小鎮，位於首都亞的斯亞貝巴以南，座標8°45′N 38°59′E / 8.750°N 38.983°E，海拔1,920米。根據埃塞俄比亞中央統計局2012年的資料，德布雷塞特人口約171,115。87.87%居民信奉埃塞俄比亞正教會。

## 外部連結
- Cities of Ethiopia: Debre Zeyit by John Taylor (Addis Tribune, 2 November 2001)